# Pausz Amand
Pausz Amand (Dömölk, Vas vármegye, 1749. november 13. – Dömölk, 1810. május 27.) Szent Benedek-rendi áldozópap és plébános.

## Élete
Szerzetesi fogadalmát 1769. november 30-án tette le, 1775. március 26-án szentelték pappá. A rend feloszlatásáig több hivatalt töltött be a főapátságnál. Miután a rendet visszaállították, 1802-től a dömölki apátságban házfőnök, jószágigazgató és plébános volt haláláig.

## Munkája
- Kisczeli szarándok. Győr, 1797 (ujabb kiadása: Kisczeli szarándok, az az rövid oktatások, mellyeket öszveszerkesztett..., most pedig ujra kiadott Vekerle Gottfried. Uo. 1834. Németre szintén Vekerle Gottfried ford. és kiadta. Pozsony, 1835)